# Biz Bazar
BizBazar a fost o emisiune economică difuzată pe postul TV Antena 3 și realizată de jurnalistul Moise Guran din anul 2005, până la 1 octombrie 2010.
În martie 2010, la doar câteva săptămâni după ce emisiunea devenise săptămânală, la presiunea publicului, emisiunea BizBazar a fost din nou difuzată zilnic, de luni până joi, dar nu de la orele 19.00 ca înainte, ci între orele 16.05-17.00. Pentru persoanele ocupate, care nu puteau urmări în timpul săptămânii edițiile zilnice, sâmbăta între orele 22.00-24.00. Antena 3 a difuzat o retrospectivă a celor mai importante informații ale săptămânii încheiate.

## Transfer pe alt post de televiziune
Moise Guran a demisionat de la Antena 3 și a părăsit trustul Intact împreună cu toată echipa de emisie, realizând în continuare, din  18 octombrie 2010, o emisiune cu format identic, pe postul de televiziune TVR 2, sub denumirea Ora de business.